# Поделков, Сергей Александрович
Серге́й Алекса́ндрович Поде́лков (8 (21) сентября 1912, деревня Песочня Калужского уезда Калужской губернии — 6 марта 2001, Москва) — русский советский поэт, переводчик, ветеран Великой Отечественной войны. Отец поэта Александра Испольнова.

## Биография
Родился 21 сентября 1912 года в деревне Песочня Калужской губернии.
В 1920 году семья переехала в Сибирь, в Алтайский край, затем в 1925 году — в Москву. В 1927 году Сергей Поделков посещал драмкружок клуба трамвайного парка, где работал его отец, затем, в 1929 году, посещал литературное объединение «Искра». В это время Сергей начал писать свои первые стихи.
Начал публиковаться с 1931 года на страницах журналов «Огонёк», «Красная новь» и «Литературной газеты»; первый сборник стихов «Стихи о войне, о славе, о любви» выпустил в 1934 году. 5 марта 1935 года был принят в Союз писателей СССР.
В 1937 году был арестован и отправлен в ГУЛАГ в Печорскую тайгу; через некоторое время выпущен на свободу, однако его лишили возможности публиковаться. В августе 1938 года работал внештатным сотрудником Всесоюзного радиокомитета редактором отдела поэзии.
Прошёл всю Великую Отечественную войну рядовым. Был на Волховском, затем на Калининском фронте, под Ржевом, позже на первом Прибалтийском, под Витебском. В составе 106-го отдельного фронтового понтонно-мостового батальона принимал участие в штурме Восточной Пруссии, брал Тильзит, войну закончил в Кёнигсберге. Демобилизован в ноябре 1945 года.
Ещё до войны в 1941 году окончил Литературный институт, там же в 1964 году начал преподавать.
Член редколлегии еженедельника «Литературная Россия» с момента его создания в 1963 году.
Переводил на русский язык стихотворения марийских поэтов, эпосы народов России, в частности, якутов.
Принадлежал к патриотическому кружку писателей-«радонежцев».
На музыку Н. Иванова в 1941 году написал — на основе фольклорного варианта — слова песни «Дальняя дороженька», ставшую особенно популярной в Китае.
Похоронен в Москве на Миусском кладбище.

## Поэтическая манера
Сергея Поделкова называли «поэтом поколения Павла Васильева и Бориса Корнилова». C обоими поэтами Поделков дружил, а после реабилитации П. Васильева, расстрелянного в 1937 году, участвовал в восстановлении его наследия.
Для стихов Поделкова характерны чувство современности, красочность поэтического языка. Писал стихи о любви и природе, о истории России, а также войне с Германией.

## Цитаты
Замечено, художники, прожившие тяжёлую жизнь, меньше всего склонны к меланхолии и тоске. Познав суровость жизни, они ещё сильнее любят её и славят её…
— Лев Озеров

Он дружил с Павлом Васильевым и Борисом Корниловым, ценил поэзию Эдуарда Багрицкого, спорил с Ярославом Смеляковым, восхищался чеканными строками «Орды» и «Браги» Николая Тихонова. Боготворил поэзию Анны Ахматовой. И когда божественная Анна Андреевна подарила ему книгу своих стихов и написала: «Милому Сергею   Александровичу Поделкову в знак душевной приязни…», он, находясь в больнице, в трудную минуту молитвенно положил незабвенный томик себе на грудь.
— Евгений Антошкин

## ССылки
- Литературная карта Тверского края. Поделков Сергей Александрович (1912-2001)